# Harnackia
Harnackia es un género monotípico de plantas fanerógamas perteneciente a la familia de las asteráceas. Su única especie, Harnackia bisecta, es originaria de Cuba.

## Taxonomía
Harnackia bisecta fue descrita por  Ignatz Urban y publicado en Repertorium Specierum Novarum Regni Vegetabilis 21: 73. 1925.